# Église Notre-Dame-de-l'Assomption des Carroz-d'Arâches
L’église Notre-Dame-de-l'Assomption des Carroz-d'Arâches est un lieu de culte catholique français, situé dans le département de la Haute-Savoie, sur le territoire des Carroz-d'Arâches.

## Historique
Bien qu'une église plus ancienne se trouve dans le village de Arâches-la-Frasse, une nouvelle a été construite en 1972 afin de desservir le hameau des Carroz-d'Arâches, devenu station.

## Description
Elle possède un Christ en buis sculpté par Michel Guignard. Les vitraux sont l'œuvre d'Eric Salley, originaire de la région. Le clocher, pourvu de six cloches, est dessiné par le père Christian-Marie Giraud, curé de la paroisse, puis inauguré en 1995. Il a la particularité d'avoir une colombe qui orne le clocher et non une croix.